# Anda Bukvić Pažin
Anda Bukvić Pažin (Metković, 1980.) književna je prevoditeljica, teoretičarka i kritičarka. S njemačkog i engleskog jezika prevodi prozu i publicistiku te audiovizualne sadržaje za djecu i odrasle. Završila je studij anglistike i germanistike na Filozofskom fakultetu u Zagrebu 2003. godine, s diplomskim radom na temu književnog prevođenja. Na istom je fakultetu 2012. godine doktorirala s temom ženskih dnevnika i autobiografija.
Dobitnica je Nagrade Iso Velikanović Ministarstva kulture RH za najbolji prijevod romana u 2018., za roman Manji smo boemi irske autorice Eimear McBride.
Radi kao viša lektorica na Odsjeku za anglistiku Filozofskog fakulteta u Zagrebu te predaje kolegije iz suvremenoga engleskog jezika.

## Djela

#### Književni prijevodi
- Baš imam sreće!, Kreativna mreža, Zagreb 2021.
- Čudan hotel, Fraktura, Zagreb 2021.
- Karneval životinja, Školska knjiga, Zagreb 2021.
- Rijeka, Sandorf, Zagreb 2021.
- Ljubav je u kosi, Harfa, Split 2020.
- Porijeklo, Fraktura, Zagreb 2020.
- Dosjetka i njezin odnos prema nesvjesnome, Disput, Zagreb 2019.
- Greta i divovi, Školska knjiga, Zagreb 2019.
- Kralj koji je zabranio mrak, Školska knjiga, Zagreb 2019.
- Pismo kćeri, Planetopija, Zagreb 2019.
- Zločesta sjemenka, Harfa, Split 2019.
- Manji smo boemi, Fraktura, Zagreb 2018.
- Priče iz cijeloga svijeta, Znanje, Zagreb 2018.
- Priče za laku noć za mlade buntovnice 2, Znanje, Zagreb 2018.
- Sačuvati ljubav, Harfa, Zagreb 2018.
- Moja knjiga bajki za laku noć, Schwager & Steinlein Verlag / Znanje, Zagreb 2017.
- Posljednja ljubav babe Dunje, Ljevak, Zagreb 2017.
- Stol od trešnjevine, Fraktura, Zagreb 2017.
- Uoči slavlja, Fraktura, Zagreb 2017.
- Balada o zvjezdanom moru, Fraktura, Zagreb 2014.
- Kako vojnik popravlja gramofon, Fraktura, Zagreb 2013.
- Strašan grad 2: Čuvar zlatnog ključa, Mozaik Knjiga, Zagreb 2012.
- Strašan grad: Knjiga mračnih kletvi, Mozaik Knjiga, Zagreb 2012.
- Moje noćne more prelijepe su za ovaj svijet, OceanMore, Zagreb 2010.
- Tisuću i jedna noć, Mozaik Knjiga, Zagreb 2010.